# Однажды в сказке (сезон 5)
Пятый сезон американского драматического телесериала «Однажды в сказке». В США показ сезона осуществляет телеканал ABC с 27 сентября 2015. Сезон разделён на две логические части. 
В первой половине 5 сезона появились персонажи Король Артур, Ланселот, Мерлин, Гвиневра, а также Мерида — принцесса, главный персонаж мультфильма «Храбрая сердцем».
Ради сотого эпизода в сериал вернулись Питер Пэн, Кора/Королева Червей, Волшебное зеркало/Сидни Гласс и Слепая Ведьма. Также в сериал вернутся многие персонажи из предыдущих сезонов, в их числе Круэлла Де Виль/Круэлла Фейнберг, Мила, принц Генри (отец Реджины), юная Белоснежка, юный Бейлфайр, Лиам Джонс (брат Капитана Крюка) и взрослая Дороти Гейл. Во второй половине пятого сезона появились новые персонажи Геркулес, Мегара — возлюбленная Геркулеса и Аид.
В финале опять появились новые персонажи Мистер Хайд / Доктор Джекил, а также вернулись старые (Дракон).

## Сюжет

### Часть 1 (11 эпизодов)
«Никто не может оставаться добрым вечно…»
Эмма приносит себя в жертву ради защиты всех, кого она любит, и всего города. Теперь Эмма Свон — это новый Темный страж. Эмма пытается бороться с мраком, но сопротивляться силе Темного не просто и становится все сложнее... Герои и злодеи Сторибрука должны объединить свои силы, чтобы спасти Эмму, пока мрак окончательно не поглотил её. Для этого им приходится объединиться с Великой Ведьмой Зелиной и отправиться в Камелот, на поиски Мерлина. 
В Сторибруке Белль пытается вернуть к жизни своего супруга, который лежит в коме после потери сил Темного стража. Голубая Фея дарит Белль волшебную розу, которая показывает оставшееся время жизни её мужа. Она решается отправиться в Камелот вместе с Реджиной, Зелиной, Прекрасными, Крюком, Генри, Бабушкой и гномами, чтобы спасти Эмму и помочь Румпельштильцхену.
Тем временем городу вновь угрожает опасность, но кто защитит его теперь, когда сама Спасительница поглощена мраком?

### Часть 2 (12 эпизодов)
«Незавершенное дело...»
Эмма, Голд и команда героев отправились в Преисподнюю, где они столкнутся с врагами и даже с семьей, в числе которых будут Кора и Питер Пэн. Герои планируют спасти Крюка, но это лишь верхушка айсберга куда более запутанной истории, ведь Подземное царство Аида — это не просто другой мир... 
Эмме придется заново примириться с ролью Спасительницы. Дэвид и Белоснежка понимают, что повторяют свою прошлую ошибку — отправившись в Преисподнюю, они вновь оставили своего ребенка, малыша Нила. Между тем Реджине предстоит «интересная» встреча с матерью, особенно если вспомнить предсмертные слова Коры. А в это время Аид отдает приказ укрыть своё царство от кого бы то ни было, в особенности от тех, кто не принадлежит Преисподней...
Тем временем в Сторибруке Белль пытается спасти дочь Робина Гуда. Румпельштильцхен решает перенести жену вместе с ребенком и Зелиной в Преисподнюю. Объединившись с Руби, они стараются одолеть Аида... Но смогут ли они победить бога Подземного царства?

## В ролях

### Основной состав
- Джиннифер Гудвин — Белоснежка/Мэри Маргарет Бланшар (21 эпизод)
- Дженнифер Моррисон — Эмма Свон/Тёмная Свон/Спасительница  (23 эпизода)
- Лана Паррия — Злая королева/Реджина Миллс (23 эпизода) | Злая королева (1 эпизод)
- Джошуа Даллас — Прекрасный Принц/Дэвид Нолан/Принц Джеймс (22 эпизода)
- Эмили де Рэвин — Белль / Лэйси Френч (15 эпизодов)
- Колин О’Донохью — Капитан Киллиан «Крюк» Джонс (22 эпизода)
- Джаред Гилмор — Генри Миллс (21 эпизод)
- Ребекка Мэйдер — Зелина/Злая ведьма Запада /Зелина Миллс (17 эпизодов)
- Шон Магуайр — Робин Гуд / Робин из Локсли  (17 эпизодов)
- Роберт Карлайл — Румпельштильцхен/Мистер Голд (20 эпизодов)

### Второстепенный состав
- Лиам Гэрриган — Король Артур (11 эпизодов)
- Грег Джерманн — Аид (10 эпизодов)
- Дэвид-Пол Гроув — Умник (10 эпизодов)
- Майкл Колман — Весельчак (9 эпизодов)
- Джоанна Метрасс — Гвиневра (8 эпизодов)
- Ли Аренберг — Мечтатель/Ворчун/Лерой (8 эпизодов)
- Беверли Эллиотт — Вдова Лукас/Бабушка (8 эпизодов)
- Эми Мэнсон — Мерида (8 эпизодов)
- Гейб Наут — Чихун/Том Кларк (7 эпизодов)
- Миг Макарио — Скромник (7 эпизодов)
- Фаустино Ди Бауда — Соня/Уолтер (7 эпизодов)
- Виктория Смарфит — Круэлла Де Виль/Круэлла Фейнберг (7 эпизодов)
- Эллиот Найт — Мерлин (6 эпизодов)
- Эмма Коулфилд — Слепая Ведьма (6 эпизодов)
- Синкуа Уоллс — сэр Ланселот (5 эпизодов)
- Оливия Стил Фалконер — Вайолет (5 эпизодов)
- Робби Кей — Малкольм/Питер Пэн/Гамельнский крысолов (4 эпизода)
- Ингрид Торранс — Медсестра Рэтчед (4 эпизода)
- Эрик Кинлисайд — Сэр Морис/Мо Френч (3 эпизода)
- Эндрю Дженкинс — сэр Персиваль (3 эпизода)
- Каролина Форд — Нимуэ (3 эпизода)
- Джеффри Кайзер — Простачок (2 эпизода)
- Киган Коннор Трейс — Голубая Фея/Мать-Настоятельница (2 эпизода)
- Тимоти Уэббер — Ученик Чародея (2 эпизода)
- Меган Ори — Красная Шапочка/Руби Лукас (3 эпизода)
- Джейми Чон — Мулан (2 эпизода)
- Барбара Херши — Кора/Червонная Королева (2 эпизода)
- Тони Перес — Принц Генри (2 эпизода)
- Тери Ривз — взрослая Дороти Гейл (2 эпизода)
- Хэнк Харрис — Доктор Джекил (2 эпизода)
- Сэм Уитвер — Мистер Хайд (2 эпизода)
- Дэвид Андерс — Доктор Виктор Франкенштейн/Доктор Вэйл (1 эпизод)

### Приглашённые актёры
- Маккенна Грейс — Маленькая Эмма (1 эпизод)
- Райан Роббинс — Сэр Морган (1 эпизод)
- Джакомо Бессато — оруженосец Гриф (1 эпизод)
- Пол Телфер — лорд Макинтош (2 эпизода)
- Глен Кеок — Король Фергус (1 эпизод)
- Кэролайн Морахэн — Королева Элинор (1 эпизод)
- Лили Найт — Ведьма земель Данброха (1 эпизод)
- Адам Кроусделл — Бреннан Джонс (1 эпизод)
- Оливер Белл — Юный Киллиан (1 эпизод)
- Майкл Реймонд-Джеймс — Бейлфайр/Нил Кэссиди (1 эпизод)
- Джанкарло Эспозито — Волшебное зеркало/Сидни Гласс/Джинн из Аграбы (1 эпизод)
- Бэйли Мэдисон — Юная Белоснежка (1 эпизод)
- Джонатан Уайтселл — Геркулес (1 эпизод)
- Кейси Рол — Мегара (1 эпизод)
- Рэйчел Шелли — Мила (1 эпизод)
- Бернард Карри — Лиам Джонс (1 эпизод)
- Костас Мэндилор — капитан Сильвер (1 эпизод)
- Пол Шир — Страшила (1 эпизод)
- Уэс Браун — Сэр Гастон (1 эпизод)
- Ава Акрес — Юная Реджина (1 эпизод)
- Изабелла Блейк-Томас — Юная Зелина (1 эпизод)
- Риа Килстедт — Клео Фокс (1 эпизод)
- Макс Чэдбёрн — Наташа «Таша» Моррис (1 эпизод)
- Джофф Густавсон — Стилти (1 эпизод)
- Ци Ма — Дракон (1 эпизод)

## Эпизоды
| № общий | № в сезоне | Название                                       | Режиссёр             | Автор сценария                  | Дата премьеры    | Зрители в США (млн) |
| --- | ---------- | ---------------------------------------------- | -------------------- | ------------------------------- | ---------------- | ------------------- |
| 90 | 1          | «The Dark Swan» «Тёмная Свон»                  | Рон Андервуд         | Эдвард Китсис и Адам Хоровиц    | 27 сентября 2015 | 5,93                |
| Эмма приносит себя в жертву ради защиты, всех кого она любит и всего города. Теперь Эмма Свон - новый Темный Страж. Сразу после этого она исчезает в вихре темной магии. Для того, чтобы спасти Эмму все должны объединиться. Но не все так просто, чтобы найти Темную приходиться обратиться за помощью к врагу - Зелине, Злой Ведьме Запада. Между тем, Белль получает необычный подарок от Голубой Феи. Тем временем, в Зачарованном Лесу, возрождается новый Темный - Эмма Свон. Она отчаянно борется с Тьмой внутри себя, но не все так просто. Тьма внутри неё принимает облик предыдущего Темного Стража - Румпельштильцхена, который желает обучить её Темной магии. Эмма прикладывает все силы для поисков Мерлина, в надежде, что он поможет ей остановить Тьму внутри себя пока не станет слишком поздно. По дороге в Камелот она встречает новых союзников - отважную принцессу Мериду, а также Короля Артура и Рыцарей Круглого Стола. |            |                                                |                      |                                 |                  |                     |
| 91 | 2          | «The Price» «Цена»                             | Ромео Тироне         | Эндрю Чамблис и Дана Хорган     | 4 октября 2015   | 5,38                |
| Для того, чтобы защитить Эмму, Реджина решает выбирать весьма необычный способ, который испытает на прочность её смелость и героизм. Тем временем, в Камелоте, король Артур и королева Гвиневра устраивают Большой Бал в честь прибытия героев из пророчества Мерлина. На балу Генри встречает свою первую любовь - Вайолет. Но веселье принимает неожиданный, смертельный, оборот. Герои должны действовать быстро, иначе они могут лишиться решающего козыря в борьбе за спасение Эммы. В Сторибруке, гномы пытаются покинуть город и узнают шокирующие правду о том, что теперь происходит с тем, кто решил переступить городскую черту. Крюк прибегает к проверенному средству, полагая, что это поможет вернуть Эмму к Свету. Между тем, Белоснежка и Прекрасный выясняют, что из Камелота они вернулись не одни. |            |                                                |                      |                                 |                  |                     |
| 92 | 3          | «Siege Perilous» «Гибельное седалище»          | Ральф Хемекер        | Джейн Эспенсон                  | 11 октября 2015  | 5,28                |
| В прошлом, в Камелоте герои прикладывают все свои силы, пытаясь освободить Мерлина. Дэвид, желая помочь Эмме, отправляется на поиски волшебной реликвии, чтобы её использовали Реджина и плененный Чародей. Артур настаивает на необходимости отправиться на поиски вместе с Дэвидом, мотивируя это тем, что Принц даже представить себе не может опасность этих поисков. Между тем, Мэри Маргарет узнает судьбу своего старого друга, бывшего Рыцаря Круглого Стола, Ланселота. В настоящем, в Сторибруке, Артур просит помощи у Дэвида. Им необходимо поймать вора, который угрожает безопасности жителей Камелота. На другом конце города Эмма решает прибегнуть к помощи Крюка, чтобы достать меч Экскалибур из камня. |            |                                                |                      |                                 |                  |                     |
| 93 | 4          | «The Broken Kingdom» «Разрушенное королевство» | Олрик Райли          | Дэвид Х. Гудман и Джером Шварц  | 18 октября 2015  | 4,92                |
| В Камелоте, Мэри Маргарет получает странное предупреждение от Ланселота о том, каковы истинные намерения Короля Артура. Однако, ей не удается убедить в этом Дэвида, поэтому Белоснежка решает взять дело в свои руки. Тем временем, благодаря несокрушимой любви Крюка, для Эммы появляется луч надежды в борьбе с безжалостным голосом Темных Магов в лице Румпельштильцхена. В прошлом, в Камелоте, Гвиневра чувствует, что Артур запутался, уничтожая все преграды на своем пути из-за своей одержимости восстановить Экскалибур. Она решает помочь ему, и для этого отправляется вместе с Ланселотом в самое сердце тьмы. В настоящем, в Сторибруке Эмма раскрывает очередную деталь своего плана - чтобы извлечь Экскалибур из камня ей нужна храбрая душа. |            |                                                |                      |                                 |                  |                     |
| 94 | 5          | «Dreamcatcher» «Ловец снов»                    | Ромео Тироне         | Эдвард Китсис и Адам Хоровиц    | 25 октября 2015  | 5,12                |
| В прошлом, в Камелоте, Дэвид и Мэри Маргарет пытаются объединить кинжал Темной и Экскалибур. В это время, Эмма решает воспользоваться ловцом снов, чтобы заглянуть в прошлое и увидеть, как Мерлин превратился в дерево. Объединив усилия, Эмма и Реджина заполучили компонент, который необходим для освобождения Мерлина из плена. Однако, это не вписывается в планы Артура. Тем временем, Генри благодаря поддержке своих мам набирается храбрости и решает пригласить Вайолет на свидание. В настоящем, в Сторибруке, герои вторглись в дом Эммы и узнали, что Темная держит в плену Голда. Увиденное в доме навело их на мысли относительно целей Темной Эммы. Тем временем, Мерида тоже задействована в плане Темной. Эмма дала ей ответственное задание. Мерида должна слепить из Голда героя, который Эмме нужен, чтобы извлечь Экскалибур из камня. |            |                                                |                      |                                 |                  |                     |
| 95 | 6          | «The Bear and the Bow» «Медведь и лук»         | Ральф Хемекер        | Эндрю Чамблис и Це Чун          | 1 ноября 2015    | 4,83                |
| В Камелоте благодаря столкновению Мерлина, Дэвида, Крюка и Белль у Мериды вновь есть надежда на спасение братьев от клана Данброх, незаконно захватившего власть. Не желая полагаться на судьбу, Мерида берёт Белль в опасное путешествие, которое завершится бесценным уроком смелости. В Сторибруке Реджина, Мэри Маргарет и Дэвид обнаруживают заклинание, с помощью которого с Мерлином может связаться тот, кого когда-то избрал сам Чародей. Но когда Артуру это не удается, подозрения героев в отношении короля Камелота растут. Им придется найти другой способ связаться с Мерлином, и в этом им поможет другой избранный Мерлином - Автор, которым является Генри. Тем временем Эмма приказывает Мериде убить Белль, надеясь на превращение мистера Голда в героя. Мерида не может ослушаться приказов Эммы, а Голду предстоит найти в себе мужество и сражаться за жизнь Белль. В противном случае он потеряет её навсегда. |            |                                                |                      |                                 |                  |                     |
| 96 | 7          | «Nimue» «Нимуэ»                                | Ромео Тироне         | Джейн Эспенсон                  | 8 ноября 2015    | 4,88                |
| В прошлом, Камелоте, Мерлин возглавил миссию по воссоединению кинжала Темного Стража с Экскалибуром, чтобы использовать его для спасения души Эммы от Тьмы. Задача Крюка, Мэри Маргарет, Дэвида, Реджины, Робина и Зелины - выкрасть сломанный Экскалибур из замка, одержимого этим мечом, короля Артура. Тем временем, Мерлин берет Эмму с собой в путешествие, чтобы свершить древнее возмездие и заполучить священную искру, необходимую, для того, чтобы перековать Экскалибур и снова сделать его целым. Обе миссии подвергаются серьезной опасности. Одна из них пострадала настолько, что эта миссия оказывается под угрозой. В далеком прошлом, задолго до века правления Артура, юный Мерлин получает магические способности и бессмертие. Но, в одним момент, для него все меняется, когда он влюбляется в юную беженку Нимуэ. Эта история любви станет лишь началом для цепи невероятных событий, которые затронут каждого из героев в настоящем. |            |                                                |                      |                                 |                  |                     |
| 97 | 8          | «Birth» «Рождение»                             | Эгиль Эгилссон       | Дэвид Х. Гудман и Джером Шварц  | 15 ноября 2015   | 4,85                |
| Напряжение в Камелоте возрастает как никогда. Мерлин, который находится под контролем Артура, выдвигает Эмме ультиматум - либо она отдает кинжал Темного и искру Прометея, либо Мерлин убивает всю её семью. Когда Эмма отказывается сдаться, героям придется столкнуться лицом к лицу с Артуром, Мерлином и Зелиной в эпичной битве магии и силы воли. Миссия в Камелоте завершается так, как никто не предполагал. По окончании битвы, Эмме приходиться сделать мучительный выбор, последствия которого никто не хочет видеть. Эмме придется принять тот факт, что она, возможно, никогда не сможет стать прежней и вернуться назад. По возвращении в Сторибрук беременность Зелины таинственным образом ускоряется. Крюк опять решается на отчаянные поступки, чтобы добиться ответов от Темной Свон. |            |                                                |                      |                                 |                  |                     |
| 98 | 9          | «The Bear King» «Медвежий король»              | Джеффри Хилдрю       | Эндрю Чамблис                   | 15 ноября 2015   | 4,85                |
| Зелина и Артур отправляются в Данброх, родину Мериды, чтобы воссоединить волшебную реликвию, которая обеспечит им необходимое преимущество перед Эммой и героями. В этом миссии они сталкиваются с Меридой, которая взяла на себя долг перед ведьмой после смерти её отца, короля Фергюса. Мерида заручается поддержкой своей давней подруги и учителя - Мулан. Мериде необходимо опознать рыцаря который убил её отца, чтобы забрать у него шлем короля Фергюса. Только тогда ведьма посчитает долг уплаченным, а Данброх будет спасен. В их миссии к ним присоединяется Руби. В прошлом, Мерида учится быть храброй и честной. Она тренируется для участия в битве, которая впоследствии унесла жизнь короля Фергюса. |            |                                                |                      |                                 |                  |                     |
| 99 | 10         | «Broken Heart» «Разбитое сердце»               | Ромео Тироне         | Дана Хорган и Це Чун            | 29 ноября 2015   | 4,38                |
| В прошлом, в Камелоте Крюк становится Темным Стражем, и его жажда мести Румпельштильцхену разгорается с новой силой. Эмма и Крюк пытаются прийти к согласию относительно курса их будущих действий, однако им это не удалось. О ком говорил Мерлин в своем послании - об Эмме или же о Крюке? Кто наложил Проклятие и стер всем воспоминания? Наконец-то, сошлись последние кусочки головоломки событий, случившихся в Камелоте. Тем временем в Сторибруке Крюк опять берется за старое - он пытается отомстить Голду. Позволяя Тьме поглощать себя Киллиан рискует не только своей судьбой. Любовь Эммы подвергается величайшему испытанию. Она пытается убедить Крюка отказаться от Тьмы, пока не стало слишком поздно. Мэри Маргарет, Дэвид и Реджина затеяли другое дело, которое может высвободить неожиданное зло. Начинается великая битва сил Света и Тьмы. Это заставит героев взглянуть в лицо своей судьбе. |            |                                                |                      |                                 |                  |                     |
| 100 | 11         | «Swan Song» «Лебединая песня»                  | Гвинет Хордер-Пэйтон | Эдвард Китсис и Адам Хоровиц    | 6 декабря 2015   | 4,56                |
| Сторибрук подвергается осаде восставших Темных Стражей. Герои должны перейти к решительным действиям, ведь одна из целей освобожденных Темных остаться в мире живых навсегда. Для этого они должны найти живые души, которые они принесут в жертву этой цели. Осознавая неизбежное, Голд советует Мэри Маргарет, Дэвиду, Реджине и остальным героям провести свои последние мгновения рядом с любимыми. Однако Эмма отказывается просто сдаться, ведь именно она несет ответственность за свои ошибки, которые она совершала будучи Темной - ошибки, которые привели к тому, что сейчас происходит в Сторибруке. Одна из главных проблем - это Темный Крюк. Когда они сталкиваются лицом к лицу, судьба всего Сторибрука оказывается под угрозой. Действия Крюка не оставляют Эмме выбора. Для выхода из ситуации ей придется совершить то, что никто не ожидает. Эта ситуация опустошит Эмму в самом неожиданном смысле. В прошлом, в Зачарованном Лесу, Злая Королева дает Капитану Крюку важное задание. Но прежде, чем пират отправится на него, Реджина решает проверить характер Крюка на прочность и испытать его храбрость. Она заставляет его встретиться с демоном из его прошлого, намереваясь узнать - сможет ли Крюк противостоять призракам прошлого. Крюк должен суметь справиться с ним, прежде чем этот демон одолеет его. |            |                                                |                      |                                 |                  |                     |
| 101 | 12         | «Souls of the Departed» «Души усопших»         | Ральф Хемекер        | Эдвард Китсис и Адам Хоровиц    | 6 марта 2016     | 4,01                |
| Эмма, Реджина, Мэри Маргарет, Дэвид, Робин, Генри и Голд прибывают в Подземное царство с намерением спасти Крюка. Но осуществить свою миссию будет куда сложнее, чем они предполагали. Обитатели Подземного царства это души, у которых остались незавершенные дела. И многие из них преследуют команду по спасению Крюка, чтобы утолить жажду личной мести. В прошлом, в Зачарованном Лесу, Злой Королеве является знакомое лицо, чтобы преподнести Реджине идеальный подарок на день рождения. |            |                                                |                      |                                 |                  |                     |
| 102 | 13         | «Labor of Love» «Усилия любви»                 | Билли Гирхарт        | Эндрю Чамблис и Дана Хорган     | 13 марта 2016    | 4,31                |
| Поиски Крюка в подземном мире продолжаются. Мэри Маргарет решает воспользоваться помощью друга детства - Геркулеса, оказавшегося по несчастливой случайности также в Лимбо. Чтобы найти карты города, Реджина отправляет в свой кабинет Робина и Генри, где последний сталкивается со старым врагом, раскрывающим ему преимущества Автора в загробном мире. В это время Крюк помогает своей сокамернице сбежать из подземной тюрьмы, отвлекая на себя питомца Аида - трёхглавого пса Цербера, с которым героям ещё только предстоит столкнуться. В прошлом, в Зачарованном Лесу, юная Белоснежка учится у Геркулеса быть храброй королевой, способной защитить свой народ. |            |                                                |                      |                                 |                  |                     |
| 103 | 14         | «Devil's Due» «Сделка с Дьяволом»              | Олрик Райли          | Джейн Эспенсон                  | 20 марта 2016    | 3,54                |
| Эмма, Голд и Мила отправляются прямо в гости к Аиду, чтобы спасти Крюка от реки заблудших душ. По пути Голд заключает сделку с дьяволом: собственное возвращение домой в обмен на души его друзей. В это время Реджина с помощью Круэллы пытается выяснить судьбу дорогого для себя человека. В прошлом, в Зачарованном Лесу Мила знакомится с Киллианом. Белфайера кусает ядовитая змея, и, чтобы спасти его от смерти, Румпель идёт на самую страшную сделку в своей жизни |            |                                                |                      |                                 |                  |                     |
| 104 | 15         | «The Brothers Jones» «Братья Джонс»            | Эгиль Эгилссон       | Дэвид Х. Гудман и Джером Шварц  | 27 марта 2016    | 3,51                |
| Генри узнаёт, где можно найти перо Автора. В это же время Лиам, брат Киллиана, подкидывает героям идею, как победить Аида. Эмма узнаёт, что Лиам против её отношений с Крюком, но в скором времени начинает подозревать, что идеальный братец её любимого скрывает что-то по-настоящему гнусное. В прошлом Лиам и Киллиан отправляются в плавание под руководством капитана Сильвера и попадают в шторм, из которого, похоже, можно выбраться лишь с божьей помощью. |            |                                                |                      |                                 |                  |                     |
| 105 | 16         | «Our Decay» «Наш крах»                         | Стив Перлман         | Це Чун и Дана Хорган            | 3 апреля 2016    | 3,78                |
| Аид заставляет Голда перенести в Подземное царство Белль, Зелину и её дочь. В результате этого Белль открывает что беременна и что Голд опять стал тёмным. Зелина пытается уберечь свою дочь от Аида, но в итоге понимает, что не может дать ей лучшую защиту, чем Робин и Реджина. Мэри Маргарет и Дэвид отправляют Нилу послание в мир Живых, а Генри учится использовать вновь обретённые силы Автора, чтобы узнать планы Аида. В прошлом в стране Оз, Аид является к Зелине, чтобы вместе с ней произнести заклинание путешествия во времени, но ненароком влюбляется в Злую ведьму. |            |                                                |                      |                                 |                  |                     |
| 106 | 17         | «Her Handsome Hero» «Её прекрасный герой»      | Ромео Тироне         | Джером Шварц                    | 10 апреля 2016   | 3,75                |
| В страшном сне Эмме видится заклинание, способное унести их из ада. Но расплатой за этой становится жизнь Мэри Маргарет. Очнувшись, Эмма понимает, что сон постепенно становится реальностью. На Голда и Белль нападает их старый общий знакомый - Гастон, вознамерившийся отомстить чудовищу за свою смерть. Белль решает доказать, что любой конфликт можно урегулировать без насилия, но сталкивается с моральной дилеммой, когда Аид предлагает ей её ребёнка обратно в обмен на то, что она стравит Голда и Гастона. В прошлом в Зачарованном лесу Белль знакомят с очаровательным принцем соседнего королевства - Гастоном, во время прогулки с которым она наталкивается на детёныша огра. |            |                                                |                      |                                 |                  |                     |
| 107 | 18         | «Ruby Slippers» «Рубиновые башмачки»           | Эрик Ла Саль         | Эндрю Чамблис и Билл Волкофф    | 17 апреля 2016   | 3,76                |
| В прошлом в Стране Оз Руби и Мулан сталкиваются с Дороти и решают помочь ей справиться с Зелиной, вознамерившейся украсть её башмачки. Неожиданно Дороти пропадает и Руби вынюхивает её вплоть до самого ада, где она сейчас и оказалась. В это время по приказу Аида Круэлла уничтожает все телефонные аппараты и связь с Нилом пропадает. Белль узнаёт, что при желании Аид может забрать её ребёнка в любое мгновение, и решается попросить о помощи Зелину. Последняя же предлагает довольно неординарное, но действенное решение. |            |                                                |                      |                                 |                  |                     |
| 108 | 19         | «Sisters» «Сёстры»                             | Ромео Тироне         | Дэвид Х. Гудман и Бриджит Хэйлс | 24 апреля 2016   | 3,85                |
| Аид предлагает Зелине перебраться в реальный Сторибрук, оставив всех остальных в его подземной версии. Реджина решается воспользоваться последним возможным способом повлиять на Зелину и просит о помощи свою мать. Кора предлагает воспользоваться зельем забвения, чтобы Зелина не смогла запустить сердце Аида. Джеймс и Круэлла похищают ребёнка Зелины у Робина, чтобы получить от Аида возможность вернуться на Землю. В прошлом в Зачарованном лесу маленькая Реджина подвергается воздействию тёмной магии, и Кора решает воспользоваться помощью Зелины, чтобы исцелить дочь от ворожбы. |            |                                                |                      |                                 |                  |                     |
| 109 | 20         | «Firebird» «Феникс»                            | Рон Андервуд         | Джейн Эспенсон                  | 1 мая 2016       | 3,77                |
| С помощью необычного союзника команде героев удаётся высвободить Зелину из плена. Поцелуй истинной любви наконец-то снимает проклятье с ада. Но смогут ли все души покинуть тёмное царство? Эмма решает отправиться в опасное путешествие в самое неизведанное подземелье за таинственным лекарством для Крюка, которое однажды спасло души Орфея и Эвридики. В это время Генри решает воспользоваться своими силами, чтобы помочь другим душам обрести покой, но наталкивается на более могущественного врага, способного уничтожить его и всех его близких. В это время Голд решает воспользоваться последней возможностью, чтобы помочь своему отцу. В прошлом на Земле молодая Эмма знакомится с сыщицей, которая жаждет вернуть девушку в тюрьму «Феникс». Но неожиданно во время их гонок она даже помогает будущей спасительнице обрести себя. |            |                                                |                      |                                 |                  |                     |
| 110 | 21         | «Last Rites» «Последний обряд»                 | Крэйг Пауэлл         | Джером Шварц                    | 8 мая 2016       | 3,75                |
| Аид готовит последний обряд, который позволит ему получить окончательную власть и осуществить свой давешний план мести. Зелина же, искренне уверенная в его невинности, пытается противостоять главным героям, используя весь свой потенциал. Реджина и Робин пытаются высвободить малышку из лап злодея, пока ещё не слишком поздно. Эмма тщетно пытается оправиться от потери Крюка, но на эмоциях запускает цепочку событий, которая нанесёт фатальный удар по Реджине. В это время в подземном царстве Крюк с помощью недавно почившего Артура пытается помочь Эмме найти слабости Аида, но, оказывается, без твёрдой руки подземного правителя так долго спавшие твари очнулись и жаждут плоти. |            |                                                |                      |                                 |                  |                     |
| 111 | 22         | «Only You» «Только ты»                         | Ромео Тироне         | Дэвид Х. Гудман и Эндрю Чамблис | 15 мая 2016      | 4,07                |
| Генри с Вайолетт отправляются в опасный квест по уничтожению всей существующей магии, прихватив с собой олимпийский кристалл. Голд пускается в погоню. Чтобы спасти детей, Эмма и Реджина вынуждены объединиться, что окажется непросто на фоне того, что Злая Королева вновь попытается заявить о себе. В это время магия начинает выходить из-под контроля, так как её больше ничто не сдерживает. Зелина пытается удержать её в узде и отправить всех в безопасное место, но в итоге с недавно приобретёнными друзьями вынуждены расплатиться за это перемещением в мир, который не был описан в книге сказок Генри. В этой истории они столкнутся с тем, кто имеет не слишком много мотивов, чтобы им помочь. |            |                                                |                      |                                 |                  |                     |
| 112 | 23         | «An Untold Story» «Не рассказанная история»    | Дин Уайт             | Эдвард Китсис и Адам Хоровиц    | 15 мая 2016      | 4,07                |
| Сторибрук и все его жители находятся под угрозой, когда магия оказывается на грани уничтожения. Эмма и Реджина ищут Генри, стремясь опередить мистера Голда. Реджина старается справиться со своей злой частью личности. Тем временем Снежка, Дэвид, Крюк и Зелина находятся под замком у весьма странных людей, обитающий в Краю не рассказанных историй. |            |                                                |                      |                                 |                  |                     |

## Рейтинги
| №          | Название                | Дата оригинального показа | Рейтинг 18–49 | Общие зрители (миллионы) | Недельный ранк | Оригинальный показ + повторы за 7 дней | Оригинальный показ + повторы за 7 дней | Оригинальный показ + повторы за 7 дней | Оригинальный показ + повторы за 7 дней |
| №          | Название                | Дата оригинального показа | Рейтинг 18–49 | Общие зрители (миллионы) | Недельный ранк | Зрители 18–49                          | Увеличение зрителей (миллионы)         | Общий 18-49                            | Все зрители (миллионы)                 |
| ---------- | ----------------------- | ------------------------- | ------------- | ------------------------ | -------------- | -------------------------------------- | -------------------------------------- | -------------------------------------- | -------------------------------------- |
| 90 (5-01)  | "The Dark Swan"         | сентябрь 27, 2015         | 1.8/5         | 5.93                     | н/д            | 1.1                                    | 2.44                                   | 2.9                                    | 8.37                                   |
| 91 (5-02)  | "The Price"             | октябрь 4, 2015           | 1.8/5         | 5.38                     | н/д            | 1.2                                    | 2.67                                   | 3.0                                    | 8.05                                   |
| 92 (5-03)  | "Siege Perilous"        | октябрь 11, 2015          | 1.6/5         | 5.28                     | н/д            | 1.1                                    | н/д                                    | 2.7                                    | н/д                                    |
| 93 (5-04)  | "The Broken Kingdom"    | октябрь 18, 2015          | 1.6/5         | 4.92                     | н/д            | 1.0                                    | н/д                                    | 2.6                                    | н/д                                    |
| 94 (5-05)  | "Dreamcatcher"          | октябрь 25, 2015          | 1.6/5         | 5.12                     | н/д            | 1.0                                    | н/д                                    | 2.6                                    | н/д                                    |
| 95 (5-06)  | "The Bear and the Bow"  | ноябрь 1, 2015            | 1.5/4         | 4.83                     | TBA            | 1.1                                    | 2.30                                   | 2.6                                    | 7.13                                   |
| 96 (5-07)  | "Nimue"                 | ноябрь 8, 2015            | 1.6/4         | 4.88                     | TBA            | TBA                                    | TBA                                    | TBA                                    | TBA                                    |
| 97 (5-08)  | "Birth"                 | ноябрь 15, 2015           | 1.6/5         | 4.85                     | TBA            | TBA                                    | TBA                                    | TBA                                    | TBA                                    |
| 98 (5-09)  | "The Bear King"         | ноябрь 15, 2015           | 1.6/5         | 4.85                     | TBA            | TBA                                    | TBA                                    | TBA                                    | TBA                                    |
| 99 (5-10)  | "Broken Heart"          | TBA                       | TBA           | TBA                      | TBA            | TBA                                    | TBA                                    | TBA                                    | TBA                                    |
| 100 (5-11) | "Swan Song"             | TBA                       | TBA           | TBA                      | TBA            | TBA                                    | TBA                                    | TBA                                    | TBA                                    |
| 101 (5-12) | "Souls of the Departed" | TBA                       | TBA           | TBA                      | TBA            | TBA                                    | TBA                                    | TBA                                    | TBA                                    |
| 102 (5-13) | "Labor of Love"         | TBA                       | TBA           | TBA                      | TBA            | TBA                                    | TBA                                    | TBA                                    | TBA                                    |